# Campeonato Maranhense 1972
In 1972 werd het 53ste Campeonato Maranhense gespeeld voor voetbalclubs uit Braziliaanse staat Maranhão. De competitie werd georganiseerd door de FMF. Sampaio Corrêa werd kampioen. 

## Eerste toernooi
| Plaats | Club           | Wed. | W | G | V | Saldo | Ptn. |
| ------ | -------------- | ---- | - | - | - | ----- | ---- |
| 1.     | Maranhão       | 5    | 3 | 1 | 1 | 11:5  | 7    |
| 2.     | Sampaio Corrêa | 5    | 2 | 3 | 0 | 5:1   | 7    |
| 3.     | Moto Club      | 5    | 2 | 2 | 1 | 8:4   | 6    |
| 4.     | Ferroviário    | 5    | 1 | 3 | 1 | 6:4   | 5    |
| 5.     | São José       | 5    | 2 | 0 | 3 | 6:9   | 4    |
| 6.     | Vitória do Mar | 5    | 0 | 1 | 4 | 2:15  | 1    |

|  | Play-off                               |
|  | Uitgeschakeld voor het tweede toernooi |

Play-of 
De winnaar plaats zich voor de finaleronde.
|            |                |       |          |  |
| ' Play-off | Sampaio Corrêa | 3 – 0 | Maranhão |  |
| ' Play-off |                |       |          |  |

## Tweede toernooi
| Plaats | Club           | Wed. | W | G | V | Saldo | Ptn. |
| ------ | -------------- | ---- | - | - | - | ----- | ---- |
| 1.     | Moto Club      | 4    | 3 | 0 | 1 | 7:2   | 6    |
| 2.     | Sampaio Corrêa | 4    | 2 | 1 | 1 | 7:4   | 5    |
| 3.     | Ferroviário    | 4    | 2 | 1 | 1 | 5:6   | 5    |
| 4.     | Maranhão       | 4    | 1 | 2 | 1 | 5:5   | 4    |
| 5.     | São José       | 4    | 0 | 0 | 4 | 1:8   | 0    |

|  | Geplaatst voor finaleronde             |
|  | Uitgeschakeld voor het tweede toernooi |

## Derde toernooi
| Plaats | Club           | Wed. | W | G | V | Saldo | Ptn. |
| ------ | -------------- | ---- | - | - | - | ----- | ---- |
| 1.     | Ferroviário    | 3    | 2 | 1 | 0 | 5:0   | 5    |
| 2.     | Sampaio Corrêa | 3    | 2 | 1 | 0 | 3:0   | 5    |
| 3.     | Maranhão       | 3    | 1 | 0 | 2 | 3:4   | 2    |
| 4.     | Moto Club      | 3    | 0 | 0 | 3 | 1:8   | 0    |

|  | Geplaatst voor finaleronde |

## Finaleronde
| Plaats | Club           | Wed. | W | G | V | Saldo | Ptn. |
| ------ | -------------- | ---- | - | - | - | ----- | ---- |
| 1.     | Sampaio Corrêa | 2    | 1 | 1 | 0 | 2:1   | 3    |
| 2.     | Ferroviário    | 2    | 1 | 0 | 1 | 1:1   | 2    |
| 3.     | Moto Club      | 2    | 0 | 1 | 1 | 1:2   | 1    |

|  | Kampioen |

### Kampioen
| Campeonato Maranhense de 1972       |
| Maranhão                            |
| ----------------------------------- |
| SAMPAIO CORRÊA Kampioen (12° titel) |